# Doppelpunkt (Nürnberg)
Der Doppelpunkt Nürnberg ist ein monatlich in der Metropolregion Nürnberg erscheinendes Kultur- und Stadtmagazin mit Veranstaltungskalender.

## Geschichte
Die Zeitschrift erschien im DIN A 5 Format einer Kladde als Druckausgabe seit der Mitte der 1980er Jahre zunächst vierzehntäglich. Sie enthält seither neben redaktionellen Beiträgen auch einen umfangreichen Veranstaltungskalender und wurde von Anfang an kostenfrei herausgegeben. Hierdurch wurde sie für eine ganze Generation zu einem prägenden Element in der Auswahl der täglichen Freizeitgestaltung.

Später wurde auf monatliches Erscheinen umgestellt.

## Heute
Der Doppelpunkt ist mit über 40.000 Druckexemplaren heute das auflagenstärkste Kultur- und Stadtmagazin im Großraum Nürnberg einschließlich Fürth, Erlangen Schwabach, Feucht, Altdorf und Lauf. Die Verteilung erfolgt stets kostenlos zur Monatsmitte an etwa 900 Stellen, insbesondere an den regelmäßig bespielten Veranstaltungsorten. Vereinzelt erfolgt auch eine Auslage an sonstigen häufig frequentierten Orten, beispielsweise Wasch- und Friseursalons, Sportstätten, Fitnessstudios etc.
Alle Veranstaltungshinweise sind auch online abrufbar. Für einen geringen Obolus, der kaum die Portokosten übersteigt, kann die Druckausgabe auch abonniert werden.